# Phare de l'Île Royale
Le Phare de l'île Royale se trouve comme l'indique son nom sur l'Île Royale, une île de l'archipel des Îles du Salut en Guyane.

## Histoire
L'île Royale fut un centre administratif pour les prisons françaises. Un phare fut construit sur une colline au centre de l'île dans un des quartiers disciplinaires du bagne. L'édifice fait 29 m de haut. Sa base est une tour ronde en brique supportant un échafaudage dont le sommet contient une salle, une galerie et la lanterne. La date de 1914, à peine visible, est inscrite sur la partie supérieure de la tour de briques.
Identifiant : ARLHS : FRG-002 - Amirauté : J6894 - NGA : 17416 .